# مانوئل گوانینی
مانوئل گوانینی (انگلیسی: Manuel Guanini؛ زادهٔ ۱۴ فوریهٔ ۱۹۹۶) بازیکن فوتبال اهل آرژانتین است.
از باشگاه‌هایی که در آن بازی کرده‌است می‌توان به باشگاه فوتبال جیمناسیا لاپلاتا اشاره کرد.